# Manský zámek
Bývalý Manský zámek stojí v místě zaniklého manského dvora, nedaleko centra města Valašské Meziříčí. Jedná se o jeden ze dvou zámků v historickém Valašském Meziříčí a zároveň o bývalé centrum lenní (manské) části valašskomeziříčského panství. Po necitlivé přestavbě již zámeckou budovu nepřipomíná.

## Historie
Na území současného Valašského Meziříčí, tvořeného historickými městy Meziříčí a Krásno nad Bečvou, se stýkala dvojice typů panství – dědičného (alodního) v majetku Žerotínů a lenního (manského) ve vlastnictví olomouckého biskupství a později arcibiskupství. Původním centrem obou částí panství byla tvrz v Arnoltovicích, později přenesená na zámek ve Valašském Meziříčí. Až do smrti Maxmiliána Antonína ze Žerotína v roce 1706 však obě části panství měly stejné majitele. Tehdy manskou část získal Jan Jáchym, kdežto dědičnou Karel Jindřich. Novým, dočasným, sídlem manské části panství se stal dům čp. 16. V letech 1779 – 1808 byly obě části panství opětovně spojeny. Po smrti Ludvíka Antonína ze Žerotína zdědila jeho majetek Marie Josefa provdaná Fürstenberková, která v roce 1815 postoupila svoji dědičnou část panství Kinským. Ti přesídlili na zámek v Krásnu, nicméně vlastnili i meziříčský zámek.
Majitelem manské části panství se naopak stal Josef Karel ze Žerotína, který si po roce 1808 jako centrum panství zvolil manský (též Kostkův či Panin) dvůr, v jehož severovýchodní části přibyla budova zámečku, která za Zdeňka ze Žerotína prošla v 50. letech 19. století přestavbou. Na konci 60. let téhož století došlo v monarchii ke zrušení manské držby a tato část panství tak přešla do dědičného držení Žerotínů. V letech 1927 – 1929 v rámci pozemkové reformy přešel zámeček se dvorem do majetku města, které jej přestavělo na sirotčinec, ozdravovnu a poradnu pro matky. Po druhé světové válce pak byl do jeho prostor umístěn dětský domov.